# Designmuseum Danmark

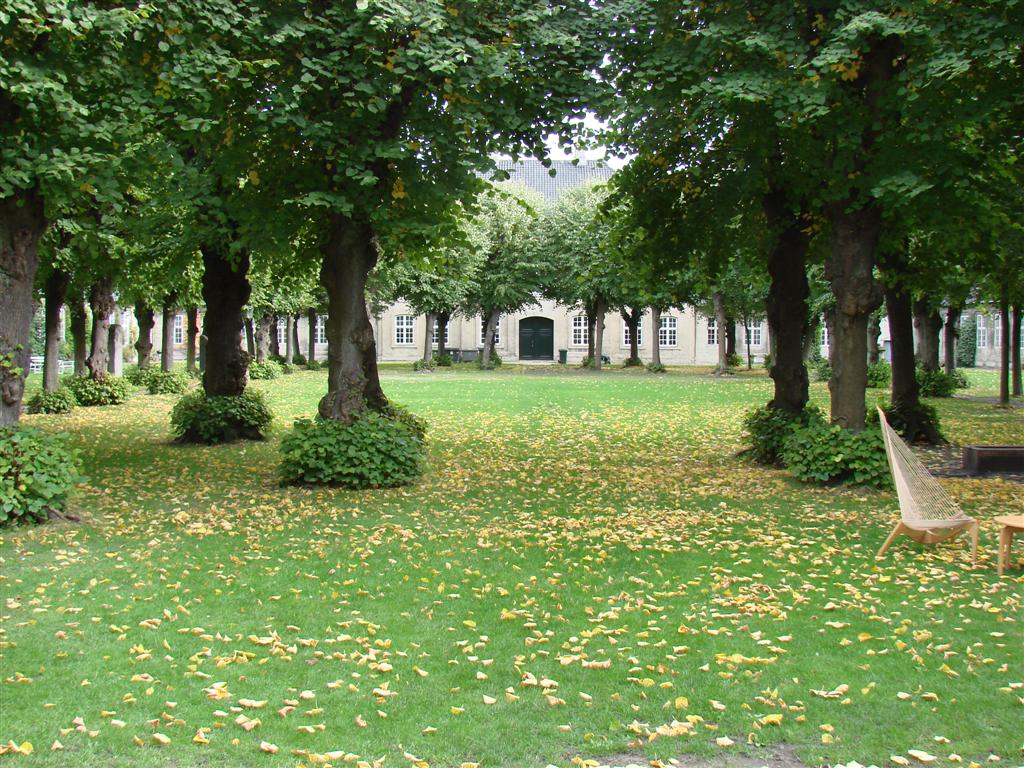
Der Innenhof des Museums wird auch als Veranstaltungsort genutzt, September 2008

Das Designmuseum Danmark, früher Det danske Kunstindustrimuseum ist ein Museum für Industriedesign, Kunstgewerbe und Gestaltung in Kopenhagen.

## Geschichte
Das Museum wurde 1890 von der Industriforeningen i København (heute Dansk Industri) und dem Ny Carlsberg Museumslegat, Betreiber der Ny Carlsberg Glyptotek, gegründet und ist seit 1895 öffentlich zugänglich. Pietro Krohn war 1893 der erste Direktor des Museums. Zusammen mit dem Bibliothekar und Kurator Emil Hannover verantwortete er den Aufbau der ersten Sammlung. Zuerst lag das Museum am HC-Andersen-Boulevard im Zentrum der Stadt. Hannovers Verhandlungsgeschick als Nachfolger Krohns als Direktor war es 1919 zu verdanken, dass das Museum von dem Kopenhagener Bankdirektor Emil Glückstadt (1875–1923) die Gebäude des stillgelegten, nach König Frederik V. benannten, Kongelig Frederiks Hospital als Schenkung erhielt. Das von 1752 bis 1757 im Stil des Rokoko erbaute Hospital an der Bredgade wurde von den Architekten Ivar Bentsen und Kaare Klint renoviert und an die Bedürfnisse eines Museums angepasst. 1926 folgte der Umzug in das Gebäude des Kongelige Frederiks Hospitals in der Nähe von Schloss Amalienborg.

## Ausstellungen und Sammlungen
Die ständige Ausstellung umfasst unterschiedliche Designobjekte von dänischen Designern verschiedener Epochen wie Arne Jacobsen, Poul Henningsen, Kaare Klint und Jacob Jensen sowie eine große Sammlung von historischen europäischen und asiatischen Arbeiten. Darunter chinesische Keramik, deutsches Porzellan und englische Möbel. Von Arne Jacobsen sind unter anderem die für das SAS Royal Hotel entworfenen Sessel Schwan und Ei ausgestellt. Das Museum unterhält den von Marilyn Arnold Palley und Reese Palley gegründeten furnitureindex, eine Sammlung mit über 10.000 dänischen Möbeln des 20. und 21. Jahrhunderts.
Eine weitere Sammlung umfasst dänische und internationale Textilien und Kleidungsstücke.
Das Museum beherbergt die größte öffentlich zugängliche Spezialbibliothek für Design und Kunstgewerbe in Skandinavien.
Für den Film Die Olsenbande, dem ersten Teil der gleichnamigen Filmreihe, diente das Museum 1968 als Kulisse. Im Film entwendeten die Gauner eine kostbare, bayrische Skulptur aus dem Museum.